# نمایشگر کریستال مایع

قطبنده برای قطبی کردن نور در راستای عمودی در هنگام ورود ۲-زیرلایه شیشه ای با الکترود اکسید قلع ایندیم. شکل این الکترودها تعیین می‌کند که وقتی صفحه روشن است چه شکلی نمایش داده شود ۳-کریستال مایع نماتیک تابیده ۴-زیرلایه شیشه ای با الکترود اکسید قلع ایندیم ۵-فیلتر قطبنده یا پولاریزه کننده ۶- سطح منکعس کننده نور برای فرستادن نور به سمت بیننده

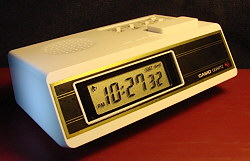
نمایشگر ال‌سی‌دی یک ساعت زنگ‌دار

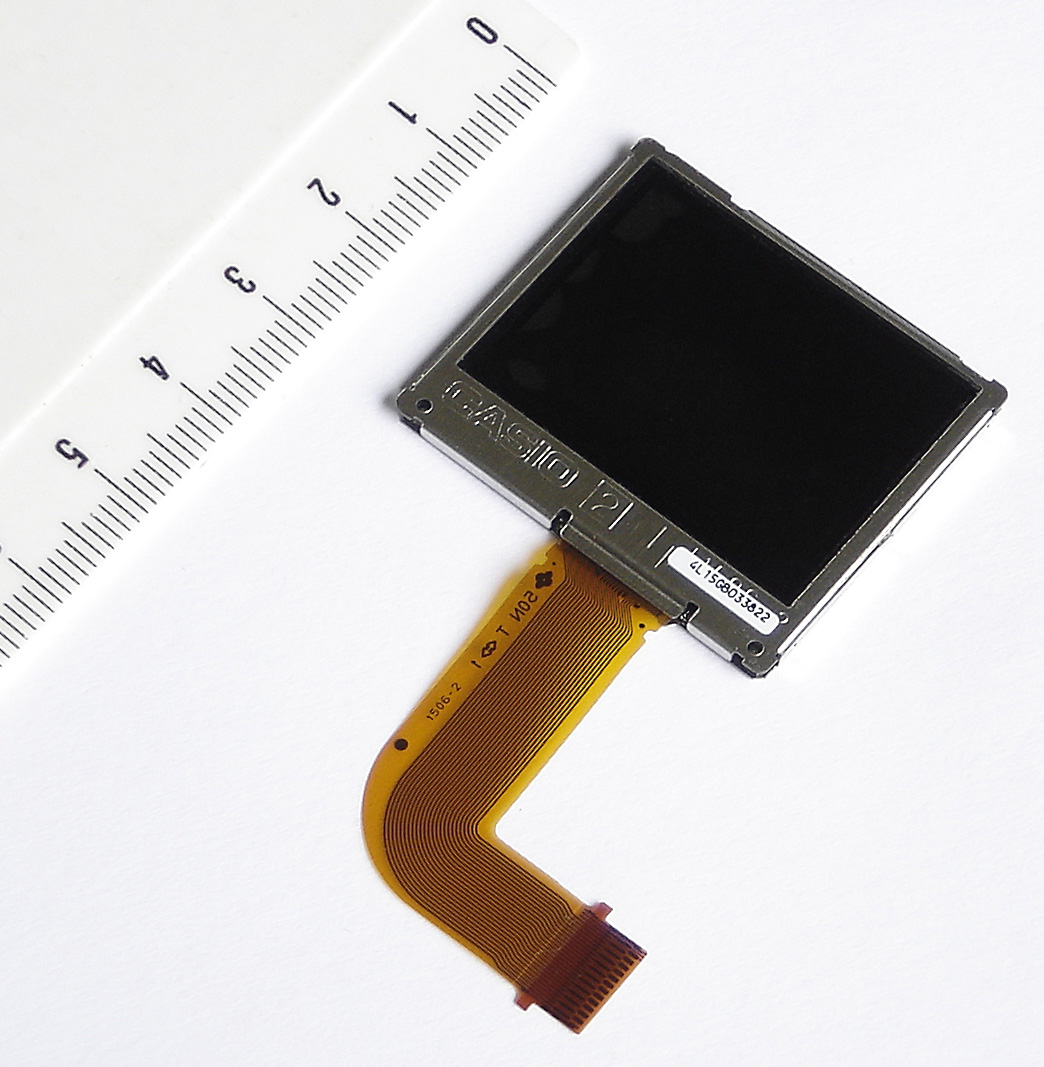
ال‌سی‌دی تی‌اف‌تی رنگی ۱٫۸ اینچی کاسیو که در دوربین دیجیتال سونی مدل دی‌اس‌سی-پی ۹۳ به کار رفته‌است.

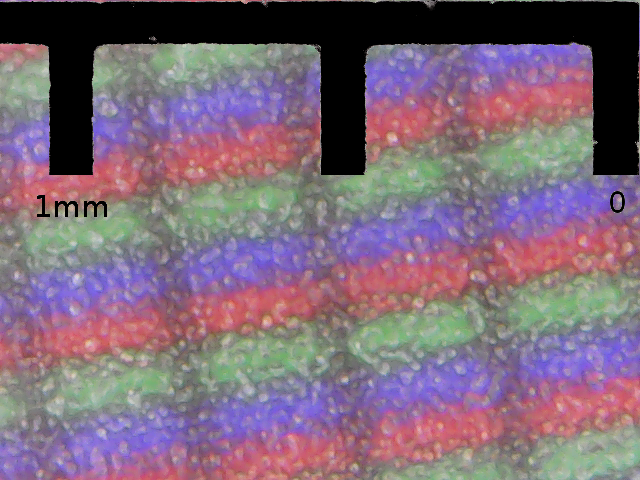
نمایشگر LCD تلویزیون (یا گوشی تلفن همراه) زیر میکروسکوپ

نمایشگر کریستال مایع یا اِل‌سی‌دی (به انگلیسی: Liquid crystal display, LCD)، یک صفحه نمایش تخت است که از ویژگی مُدولاسیون نوری کریستال مایع بهره می‌برد. در واقع ال‌سی‌دی، نوعی تلفیق‌گر (مُدولاتور) الکتریکی-نوری است.
کریستال مایع از خود نوری منتشر نمی‌کند، بلکه با استفاده از یک نور پس زمینه یا انعکاس نور، تصاویر را به صورت رنگی یا سیاه و سفید شکل می‌دهند.

## اِل‌سی‌دی

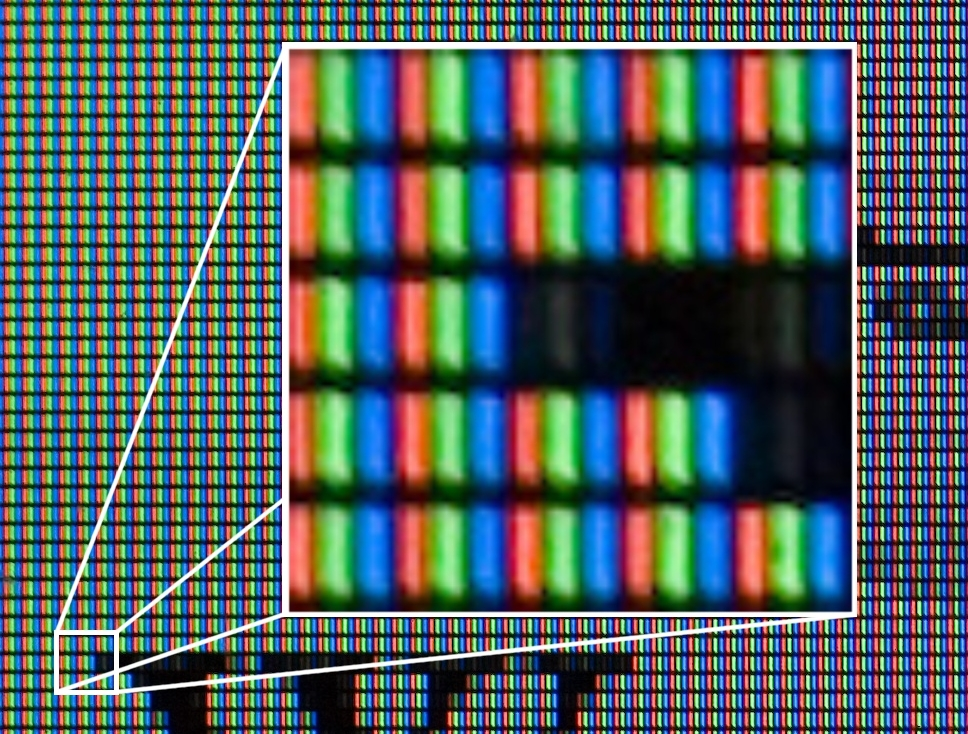
نمایی از قرارگیری پیکسل ها در نمایشگر ال سی ی.

اِل‌سی‌دی، نمایش‌گری ساخته‌شده از کریستال مایع است. کریستال مایع، ماده‌ای‌ست که ظاهر مایع دارد، اما مولکولهایش آرایش خاصی دارند. به همین دلیل کریستال مایع خصوصیاتی شبیه به مایع و جامد داشته و به‌همین دلیل با چنین اسم متفاوتی خوانده می‌شود.
این مواد به دما حساس هستند و اندکی گرما لازم است تا آن‌ها را به حالت مایع واقعی درآورد یا اندکی سرما تا به حالت معمولی تبدیل شود. انواعی از مواد هستند که در دمای معمولی چنین خصوصیاتی دارند. اما در برخی از آن‌ها، مولکول‌ها متناسب با ولتاژ اِعمال‌شده به کریستال، تغییر زاویه نیز می‌دهند. این خصوصیت عجیب اثر جالبی هم دارد. وقتی نور از یک کریستال مایع عبور کند، پلاریزاسیون (قُطبش) آن با مولکول‌های کریستال هم‌جهت می‌شود؛ بنابراین با اِعمال ولتاژ به کریستال، می‌توان قطبش نور عبورکننده از آن را تغییر داد. برای این کار، به جز کریستال مایع، دو تکه شیشه قُطبنده (پُلارایزر) هم لازم است. اگر دو تکه از این شیشه‌ها طوری‌که قطبندگی‌شان هم‌راستا باشند روی هم قرار داده‌شوند، نور از آن‌ها عبور می‌کند. اما وقتی در این حالت یکی از آن‌ها ۹۰ درجه نسبت به دیگری بچرخد، دیگر نور رد نمی‌شود، زیرا هر تکه شیشه نور را فقط در جهتی (قطبش) خاص عبور می‌دهد.
نمایش‌گر کریستال مایع رنگی در تلویزیون رنگی و گوشی تلفن همراه به کار می‌رود. یک لایه الکترود شفاف بسیار باریک، کار تحریک کریستال مایع را بر عهده دارد. هر پیکسل نمایش‌گر، از سه بخش تشکیل شده؛ قرمز، سبز و آبی که هر یک الکترود خود را دارند. یک لامپ فلورسنت با کاتُد سرد (CCFL) یا یک لامپ اِل‌ای‌دی (LED)، نور پس‌زمینهٔ (Backlight) سفید خالصی در پشت نمایش‌گر تولید می‌کند. نور سفید بعد از عبور از لایه اول قطبنده، قطبیده می‌شود. با اِعمال ولتاژهای متفاوت به کریستال مایع هر یک از سه بخش پیکسل‌ها، مقدار نوری که از هر بخش می‌گذرد، کنترل می‌شود؛ بنابراین، درجات (شدت) مختلفی از نورهای قرمز، سبز و آبی در هر پیکسل تولید می‌شود، و از لایه دوم قطبندهٔ نمایش‌گر عبور کرده، به چشم می‌رسند.
برای ساخت LCD دو شیشه قطبنده را با ۹۰ درجه اختلاف نسبت به یکدیگر قرار می‌دهند و یک کریستال مایع بین آن‌ها می‌گذارند. وقتی ولتاژی به کریستال اِعمال نشود؛ نور از قطبندهٔ اول می‌گذرد و وارد کریستال مایع می‌شود، قطبش آن ۹۰ درجه تغییر کرده و به همین دلیل از قطبندهٔ دوم هم عبور کرده و به چشم می‌رسد. اما وقتی که ولتاژی به کریستال اِعمال شود، قطبش نور تغییر نخواهد کرد و دیگر نمی‌تواند از قطبندهٔ دوم عبور کند.
کریستال مایع را یک گیاه‌شناس اتریشی به نام فریدریش راینیتزر در سال ۱۸۸۸ برای اولین بار هنگام ذوب جامدی از مشتقات آلی کشف کرد، اما اولین LCD را یک کارخانه آمریکایی در سال ۱۹۶۸ ساخت.

## رزولوشن‌های رایج (دقت تصویر)
در ابتدا، استاندارد VGA قادر به نمایش تصویر با وضوح ۶۴۰x۴۸۰ پیکسل بود. در سال ۱۹۸۷ استاندارد SVGA معرفی شد که قادر به نمایش تصویر با وضوح ۸۰۰ در ۶۰۰ پیکسل بود. در سال ۱۹۹۰، استاندارد XGA با وضوح تصویر ۱۰۲۴x۷۶۸ به پیکسل معرفی شد. WXGA یا همان Wide XGA، قادر به نمایش وضوح تصویر ۱۳۶۵x۷۶۸ و استاندار UXGA یا Ultra Extended Graphic Array دارای وضوح تصویر ۱۶۰۰x۱۲۰۰ پیکسل است. HDTVها قابلیت نمایش تصویر ۱۹۲۰x۱۰۸۰ پیکسل را دارا هستند.
در نمایشگرهای LCD قدیمی، سرعت واکنش پایین بود، این نمایشگرها دارای زاویه دید محدودی بودند اما نمایشگرهای فعلی، چنین مشکلاتی ندارند و محدودیت زاویه دید از بین رفته‌است. همچنین با مصرف انرژی کمتر، دقت تصویری بهتری دارند و تصاویر متحرک با کیفیت بسیار مطلوب به نمایش در می‌آیند زیرا سرعت واکنش آن‌ها بسیار بالاست.